# Lascăr Catargiu
Lascăr Catargiu (Iaşi, novembro de 1823 — Bucareste, 11 de abril de 1899) foi um estadista conservador romeno nascido na Moldávia, que foi primeiro-ministro de seu país em quatro oportunidades. Pertencia a uma tradicional família da Valáquia, que fora banida pelo príncipe Matei Basarab no século XVII e se estabelecido na Moldávia.